# Mazı, Ürgüp
Mazı là một xã thuộc huyện Ürgüp, tỉnh Nevşehir, Thổ Nhĩ Kỳ. Dân số thời điểm năm 2011 là 1.375 người.